# MFK Sländan
Modellflygklubben Sländan bildades 1981 och har sitt säte i Gendalen (Alingsås kommun). Klubbens medlemmar är aktiva inom såväl segel- som motorflyg, och tävlar både nationellt och internationellt.
På tävlingssidan är aktiviteten störst med friflygande segelflygplan där klubbens medlemmar har ett flertal segrar och pallplaceringar på så väl SM och NM. Bland medlemmarna finns även de som representerat Sverige på EM och VM.